# Pekka Lagerblom
Pekka Sakari Lagerblom (født 19. oktober 1982 i Lahti, Finland) er en finsk tidligere fodboldspiller (midtbane). Han spillede 12 kampe for Finlands landshold i perioden 2003-2006.
Lagerblom spillede i løbet af sin 17 år lange karriere for en række klubber i hjem- og udland. Han tilbragte blandt andet en række år i Tyskland, hvor han vandt både Bundesligaen og DFB-Pokalen med Werder Bremen. Han stoppede karrieren hos FC Lahti i sin fødeby i 2019.

## Titler
Bundesligaen
- 2004 med Werder Bremen

DFB-Pokal
- 2004 med Werder Bremen